# Chiesa di San Pietro (Kington Langley)
La chiesa di San Pietro (in inglese St Peter's church) è la parrocchiale anglicana che si trova a Kington Langley, villaggio e parrocchia civile della contea del Wiltshire nel Sud Ovest dell'Inghilterra, Regno Unito. Il luogo di culto risale al XIX secolo, rientra nella diocesi di Bristol ed è considerato dall'English Heritage un monumento classificato di seconda categoria per il suo particolare interesse storico e architettonico.

## Storia

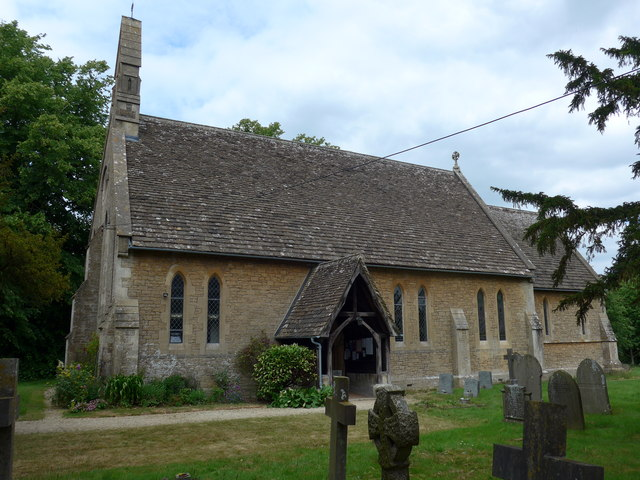
Chiesa di San Pietro

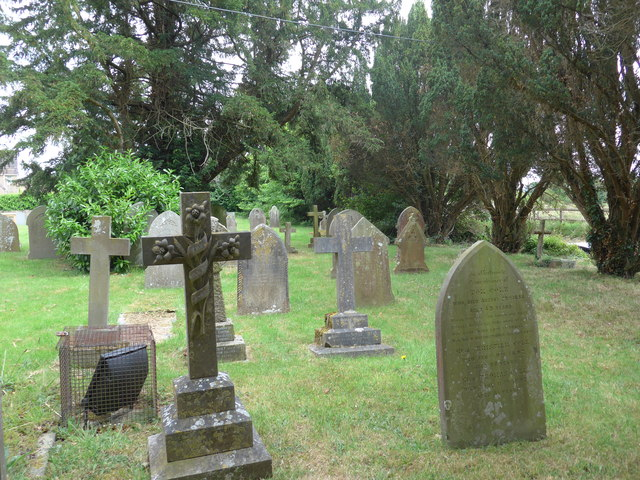
Cimitero della comunità accanto alla chiesa di San Pietro

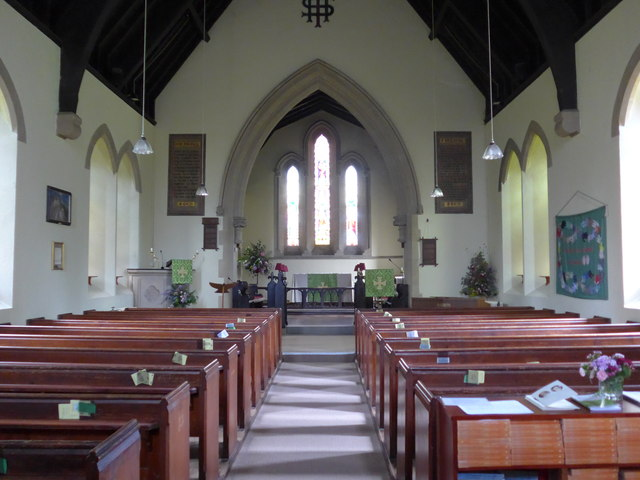
Interno della navata

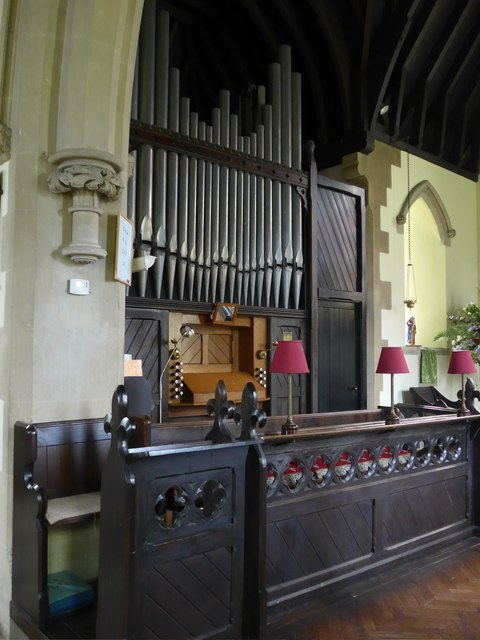
Organo a canne

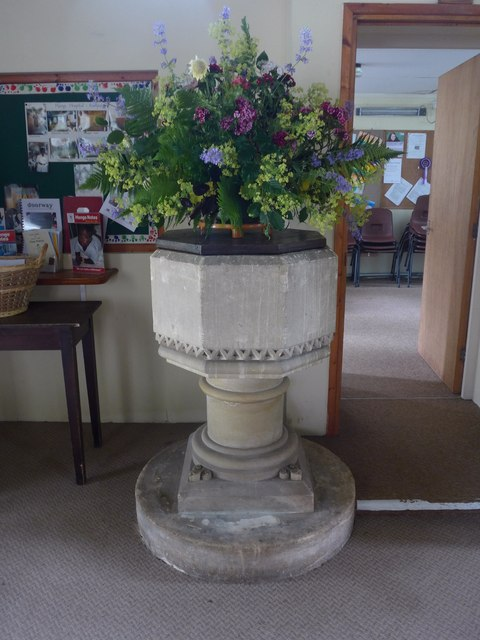
Fonte battesimale

La chiesa parrocchiale anglicana venne edificata nel XIX secolo, più precisamente nel 1855, su un terreno in parte donato dagli abitanti del villaggio. Il primo luogo di culto locale, sempre dedicato a San Pietro, fu una cappella di agio che venne trasformata in abitazione privata nel 1670. L'antica navata centrale di allora si trasformò così nella casa di San Pietro, e si trova appena sotto la sala comunale. Sotto quella primitiva cappella c'era una cantina che forse conteneva una piccola cripta. La porta della scala era murata. La campana della primitiva cappella fu trasferita poi a Fitzurse Farm. Questa non divenne mai la chiesa parrocchiale, ma servì i fedeli di quel villaggio quando le due parrocchie civili di Kington Langley e Kington St Michael erano unite. Fu E.J. Clutterbuck di Hardenhuish Park ad aprire una lista di sottoscrizioni con una sua prima donazione di 100 sterline per raccogliere fondi per costruire una nuova chiesa a Kington Langley. Altri si unirono a lui, come Coleman, che fornì il terreno e 50 sterline, Neeld, che donò 200 sterline e altri fedeli e associazioni locali.
Il terreno fu consacrato nel 1855 e la nuova chiesa di San Pietro fu costruita nel 1856, leggermente spostata rispetto al sito occupato dalla precedente cappella. Il progetto venne affidato all'architetto Gabriel di Londra e Calne. Il reverendo John Jeremiah Daniells fu il primo vicario nel 1871. Daniell Fu anche autore di vari dipinti raffiguranti varie zone del villaggio e fu amico di Francis Kilvert, che in quegli anni viveva a Langley Burrell. Dopo la sua costruzione venne elevata a dignità di chiesa parrocchiale.Nel 1906 fu necessario procedere alla sistemazione del soffitto della navata e il precedente in legno venne sostituito da uno rifinito con intonaco bianco. Nel 1926 il Clarke sostituì le vecchie stufe a coke con radiatori per il riscaldamento centralizzato. Il reverendo W.P. Pring divenne vicario nel 1927 e istituì un coro di voci bianche con Brittain come direttore del coro. Una nuova sagrestia per il coro fu realizzata all'estremità occidentale della chiesa. Nel 1931 fu acquistato un terreno per consentire l'ampliamento del sagrato e la costruzione di una nuova canonica. L'illuminazione elettrica fu inclusa nella nuova canonica e fu installata nella chiesa nel 1934. Nel 1935 l'organo a canne nella sala fu riparati ed ebbe un nuovo motore elettrico.
L'associazione Communicant's Guild era costituita dai bambini dai 12 anni in su che avevano ricevuto la cresima. Si riunivano a scuola per i giochi il martedì sera. C'era una funzione religiosa mensile in chiesa la domenica. In estate si tenevano giochi all'aperto presso il campo del vicariato. Nel 1937 si tennero riunioni invernali nella sala comunale e, dagli anni cinquanta, l'associazione di giovani ebbe anche una propria sezione teatrale e concertistica, un club ciclistico e una squadra di calcio. I registri parrocchiali, oltre a quelli in uso, partono dal 1855 per i battesimi e le sepolture e dal 1865 per i matrimoni e sono conservati presso il Wiltshire & Swindon History Centre di Chippenham. I registri precedenti si trovano nei registri parrocchiali di Kington St Michael.

## Descrizione
L'English Heritage ha inserito dal 29 febbraio 1988 la chiesa di San Pietro di Kington Langley tra gli edifici storici come monumento classificato di seconda categoria col numero 1272991. La chiesa appartiene alla diocesi di Bristol.

### Esterni
La chiesa parrocchiale anglicana si trova nell'abitato di Kington Langley nella contea del Wiltshire nel Sud Ovest dell'Inghilterra, Regno Unito. La pianta dell'edificio comprende il presbiterio, la navata, la sala dell'organo, la sagrestia, il portico meridionale e la piccola torretta occidentale sul tetto con una campana. La struttura è in pietra locale di Kingston in stile inglese antico con rivestimenti in pietra bugnata. Il tetto è rifinito in pietra e ardesia. I timpani sono a corona e il campanile a vela è a due falde in pietra bugnata. Sono presenti finestre a sesto acuto, contrafforti bassi e un portico in legno con rivestimento in pietra e ardesia. La finestra orientale ha una vetrata policroma del 1861 e la finestra meridionale della navata risale al 1906. Accanto alla chiesa si trova il cimitero della comunità.

### Interni
La sala non è di grandi dimensioni, ad una sola navata con quattro campate. Il pulpito e il fonte battesimale sono in pietra locale di Kingston. Ai lati dell'arco del presbiterio si trovano due teste scolpite. Nel lato sud si conserva il monumento che ricorda Tommaso Becket mentre su quello a nord si trova il monumento che ricorda Reginaldo Fitzurse, uno degli uomini che lo assassinarono.